# Aristonik
Aristonik (grč. Ἀριστόνικος) ili Eumen III. (grč. Εὐμένης Γ), vođa ustanka robova i slobodne sirotinje u Pergamskom kraljevstvu od 133. pr. Kr. do 30. pr. Kr. protiv Rimliana i domaćih robovlasnika.  

## Životopis
Kao vanbračni sin Eumena II. (Εὐμένης Βʹ), Aristonik se pobunio protiv polubrata Atala III. (Ἄτταλος Γ΄) koji je Pergam 133. oporukom ostavio Rimljanima. Valjanost oporuke priznali su domaći robovlasnici i susjedni vladari, ali se Aristonik usprotivio i na čelu plačeničke vojske otpočeo borbu uz podršku nekih gradova. Poražen u pomorskoj bici kod Kime (Κύμη) 132., Aristonik se obratio slobodnoj sirotinji i robovima, pozvao ih u borbu i obećao im državu sunca, zasnovanu na slobodi i jednakosti svih građana. To je privuklo mase potlačenih na njegovu stranu i omogućilo značajne uspjehe protiv Rimljana. Kod Leukade (Λεῦκαι) Aristonik je 130. pobijedio rimskog konzula Krasa I. Mucijana (Publius Licinius Crassus Dives Mucianus).  
Ustanak je zahvatio čitav primorski pojas Male Azije, od Sesta (Σηστός) do Halikarnasa (Ἀλικαρνασσός). Oslobođena je gotovo cijela pergamska država. Rimljanima su uspjeli ugušiti ustanak tek kada su krajem 130. pr. Kr. doveli nove snage, pod konzulom Perpernom Ventom (Marcus Perperna Vento). Potukli su ustanike kod Stratonikeje (Στρατoνικεια) kada je Eumen III. zarobljen i pogubljen u rimskoj tamnici.  